# Covas (Baralla)
Covas (llamada oficialmente Santiago de Covas) es una parroquia y una aldea española del municipio de Baralla, en la provincia de Lugo, Galicia.

## Organización territorial
La parroquia está formada por diez entidades de población:
- Acivido
- A Ponte Covas
- Carballal
- Covas
- Rariz
- Sanamede
- Santo André
- Sudrio
- Traspena
- Vilasantán

## Demografía

### Monumentos y lugares de interés

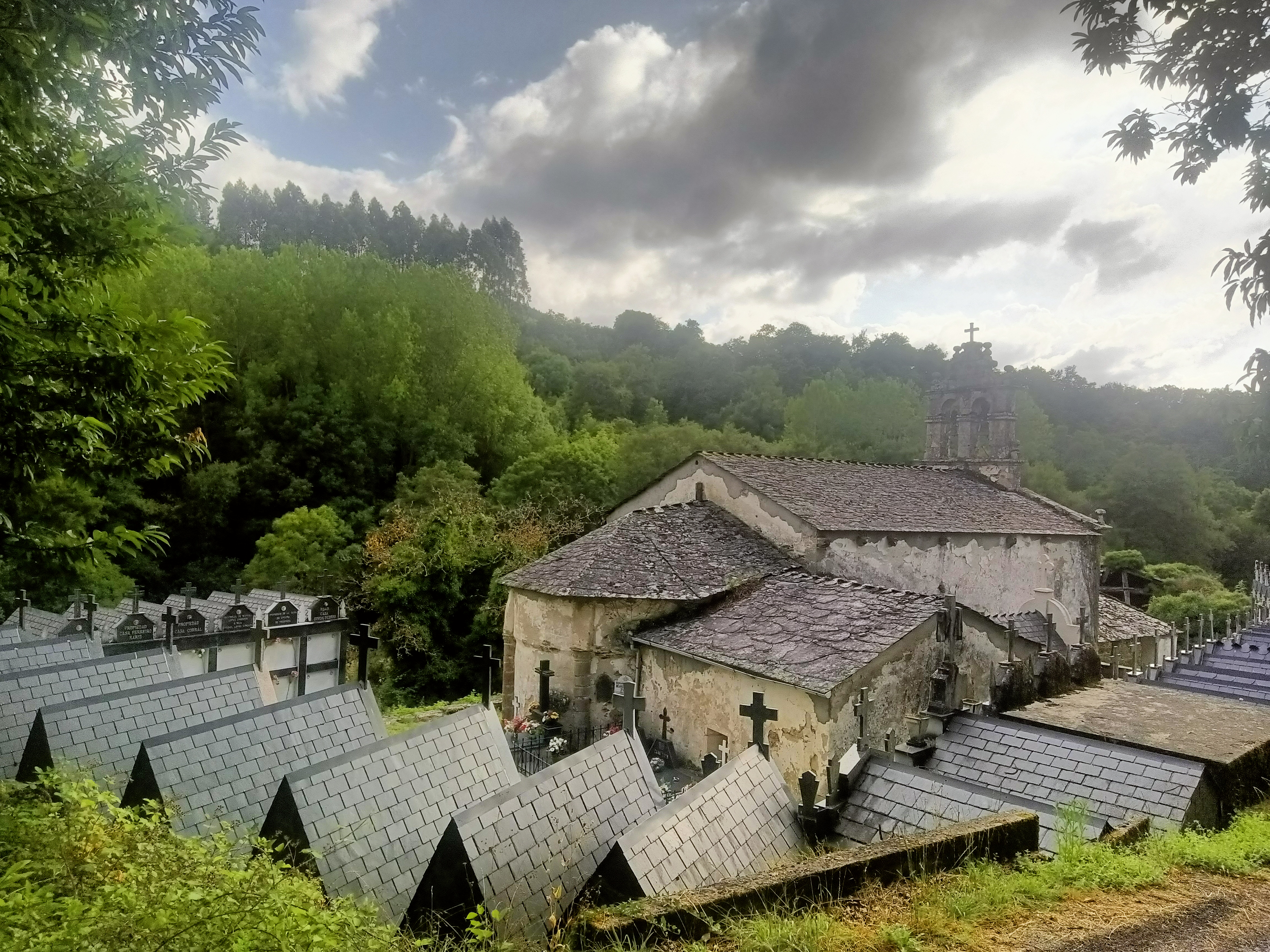
Iglesia parroquial de Santiago de Covas

- Iglesia Parroquial
| Gráfica de evolución demográfica de Covas (parroquia) entre 2000 y 2019 |
|                                                                         |
| Datos según el nomenclátor publicado por el INE.                        |

### Aldea
| Gráfica de evolución demográfica de Covas (aldea) entre 2000 y 2019 |
|                                                                     |
| Datos según el nomenclátor publicado por el INE.                    |